# Theys
Theys [tɛs] est une commune française du département de l'Isère, en région Auvergne-Rhône-Alpes.
La commune est positionnée sur les contreforts de la chaîne de Belledonne, appelés les « Balcons de Belledonne », qui longent la vallée du Grésivaudan sur sa rive gauche. La commune fait partie de la communauté de communes Le Grésivaudan et de l'aire urbaine de Grenoble.
Ses habitants sont appelés les Tarins et Tarines.

## Géographie

### Situation et description
Theys fait partie de la série de bourgades construites sur les replats des « Balcons de Belledonne », entre Allevard au nord et Uriage au sud que relie la départementale 280. L'accès direct de Theys à la vallée du Grésivaudan se fait par la départementale 30 qui, au carrefour de Montgalmand, bifurque vers Tencin tandis que la départementale 29 permet d'accéder à Goncelin.
La station de ski de Pipay, l'une des trois stations de sports d'hiver qui composent Les Sept Laux, se trouve sur le territoire de la commune.

### Géologie, hydrographie et relief
La commune se situe dans une large combe d'origine glaciaire (à 600 m d'altitude dans sa partie la plus basse), qui s'étend entre le col du Barioz (1 042 m) au nord et le col des Ayes (944 m) au sud, et communique à l'ouest avec la vallée du Grésivaudan par la Gorge des Hirondelles, où se rejoignent les ruisseaux qui la drainent : le ruisseau Battiards, rejoint sur sa rive gauche par le ruisseau de Montbouvier et sur sa rive droite par le ruisseau de Pierre Herse, et le ruisseau de la Coche, grossi par le ruisseau du Merdaret qui draine les alpages du même nom, sous le col du Merdaret (1 798 m), entre le Grand Rocher (1 910 m) et les Dents de Pipay, qui culminent à 2 128 m. Ces massif la séparent à l'est de la vallée du Haut Bréda.
Le toponyme « Merdaret », qui signifie « Mer d'en haut » garde le souvenir d'une catastrophe datant du printemps 1395. La butte de terre retenant un grand lac glaciaire qui s'étalait à plus de 1 600 m d'altitude a brutalement cédé et le lac s'est déversé côté Bréda, en creusant, dit-on, le profond ravin de Vaugenaz, et côté Theys, en ravageant les pentes et noyant entièrement le village — qui se trouvait alors à quelques centaines de mètres à l'est du village actuel, au lieu-dit Le Rocheret — sous des mètres cubes de boue.

### Climat
Pour des articles plus généraux, voir Climat d'Auvergne-Rhône-Alpes et Climat de l'Isère.
En 2010, le climat de la commune est de type climat de montagne, selon une étude du Centre national de la recherche scientifique s'appuyant sur une série de données couvrant la période 1971-2000. En 2020, Météo-France publie une typologie des climats de la France métropolitaine dans laquelle la commune est exposée à un climat de montagne ou de marges de montagne et est dans la région climatique  Alpes du nord, caractérisée par une pluviométrie annuelle de 1 200 à 1 500 mm, irrégulièrement répartie en été. 
Pour la période 1971-2000, la température annuelle moyenne est de 9,7 °C, avec une amplitude thermique annuelle de 19,1 °C. Le cumul annuel moyen de précipitations est de 1 296 mm, avec 9,7 jours de précipitations en janvier et 8,2 jours en juillet. Pour la période 1991-2020, la température moyenne annuelle observée sur la station météorologique installée sur la commune est de 6,3 °C et le cumul annuel moyen de précipitations est de 1 545,8 mm,. Pour l'avenir, les paramètres climatiques de la commune estimés pour 2050 selon différents scénarios d'émission de gaz à effet de serre sont consultables sur un site dédié publié par Météo-France en novembre 2022.
| Mois                                  | jan.           | fév.           | mars           | avril          | mai           | juin          | jui.          | août          | sep.          | oct.          | nov.         | déc.           | année      |
| ------------------------------------- | -------------- | -------------- | -------------- | -------------- | ------------- | ------------- | ------------- | ------------- | ------------- | ------------- | ------------ | -------------- | ---------- |
| Température minimale moyenne (°C)     | −4,7           | −5,2           | −2,2           | 1              | 3,5           | 8             | 10            | 10            | 6,7           | 3,5           | −0,2         | −3,2           | 2,3        |
| Température moyenne (°C)              | −1,1           | −1,3           | 1,7            | 5,1            | 7,5           | 12,2          | 14,8          | 14,6          | 10,8          | 7,4           | 3,3          | 0,4            | 6,3        |
| Température maximale moyenne (°C)     | 2,4            | 2,6            | 5,5            | 9,1            | 11,4          | 16,5          | 19,5          | 19,3          | 14,9          | 11,3          | 6,8          | 4              | 10,3       |
| Record de froid (°C) date du record   | −15,4 18.01.13 | −22,5 04.02.12 | −13,9 09.03.10 | −10,1 07.04.21 | −6,1 06.05.19 | −0,7 01.06.11 | 2,7 10.07.14  | 0,5 31.08.12  | −4 27.09.20   | −8,6 29.10.12 | −14 27.11.10 | −17,3 20.12.09 | −22,5 2012 |
| Record de chaleur (°C) date du record | 14,1 25.01.16  | 15,4 29.02.12  | 15,5 30.03.21  | 19,7 28.04.12  | 26,2 22.05.22 | 30,2 27.06.19 | 30,8 07.07.15 | 30,8 23.08.23 | 25,9 04.09.23 | 23,2 08.10.23 | 19 10.11.15  | 15 31.12.21    | 30,8 2023  |
| Précipitations (mm)                   | 113,3          | 97,8           | 112,1          | 110            | 186,3         | 156,4         | 128,8         | 122,7         | 108,4         | 128,5         | 139,2        | 142,3          | 1 545,8    |

## Urbanisme

### Typologie
Au 1er janvier 2024, Theys est catégorisée commune rurale à habitat dispersé, selon la nouvelle grille communale de densité à sept niveaux définie par l'Insee en 2022.
Elle appartient à l'unité urbaine de Theys, une agglomération intra-départementale regroupant deux  communes, dont elle est ville-centre,,. Par ailleurs la commune fait partie de l'aire d'attraction de Grenoble, dont elle est une commune de la couronne,. Cette aire, qui regroupe 204 communes, est catégorisée dans les aires de 700 000 habitants ou plus (hors Paris),.

### Occupation des sols
L'occupation des sols de la commune, telle qu'elle ressort de la base de données européenne d’occupation biophysique des sols Corine Land Cover (CLC), est marquée par l'importance des forêts et milieux semi-naturels (68,7 % en 2018), en diminution par rapport à 1990 (69,7 %). La répartition détaillée en 2018 est la suivante : 
forêts (57,8 %), prairies (28,5 %), milieux à végétation arbustive et/ou herbacée (10,6 %), zones agricoles hétérogènes (1,5 %), zones urbanisées (1,3 %), espaces ouverts, sans ou avec peu de végétation (0,3 %). L'évolution de l’occupation des sols de la commune et de ses infrastructures peut être observée sur les différentes représentations cartographiques du territoire : la carte de Cassini (XVIIIe siècle), la carte d'état-major (1820-1866) et les cartes ou photos aériennes de l'IGN pour la période actuelle (1950 à aujourd'hui).

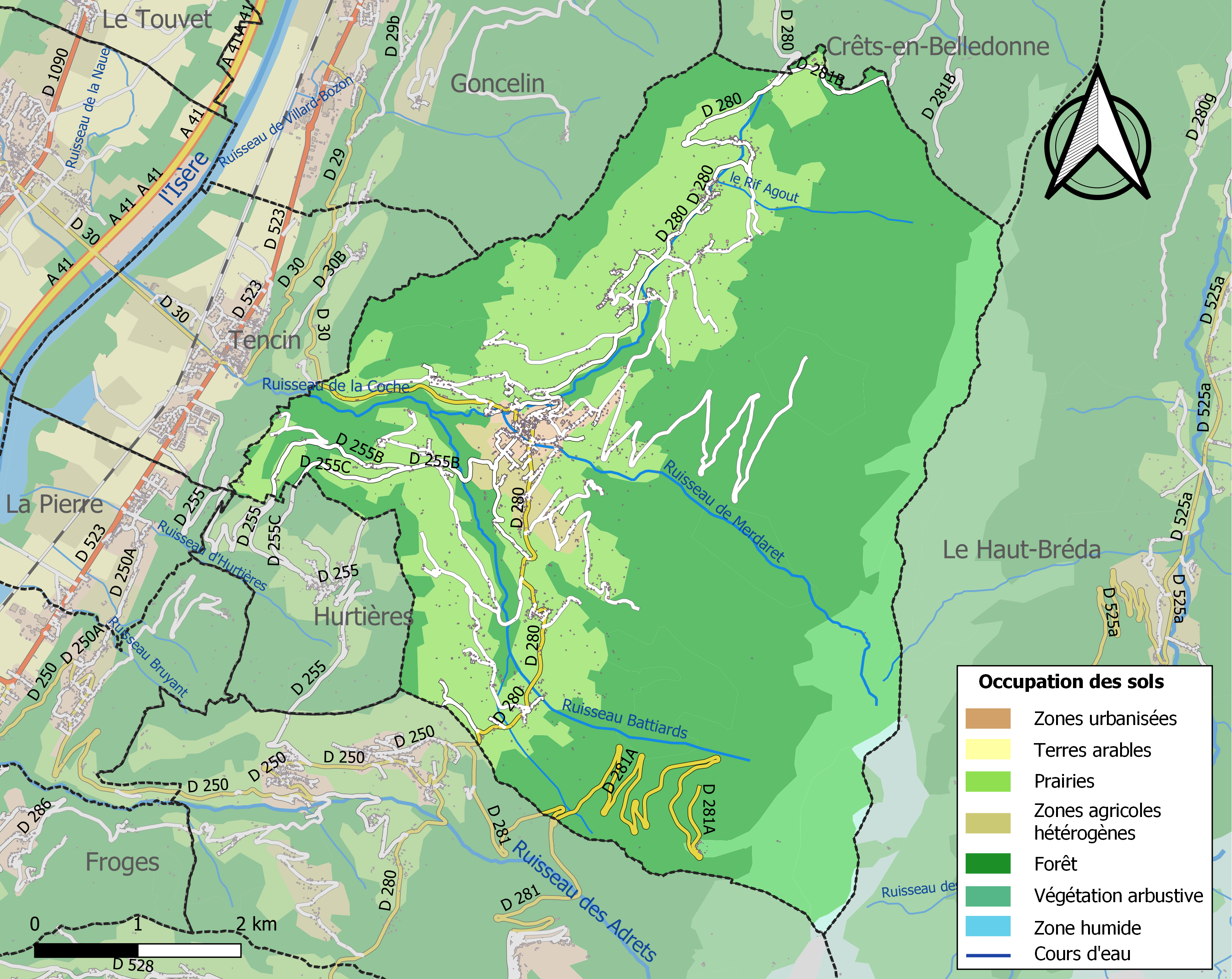
Carte des infrastructures et de l'occupation des sols de la commune en 2018 (CLC).

### Risques naturels et technologiques

#### Risques sismiques
L'ensemble du territoire de la commune de Theys est situé en zone de sismicité no 4 (sur une échelle de 1 à 5), comme la plupart des communes de son secteur géographique.
| Type de zone | Niveau            | Définitions (bâtiment à risque normal) |
| ------------ | ----------------- | -------------------------------------- |
| Zone 4       | Sismicité moyenne | accélération = 1,6 m/s2                |

## Histoire
Le premier document connu attestant de l’existence d’un édifice fortifié à Theys est le testament de l’évêque de Grenoble, Isarn, mort en 975. Il y stipule qu'il a donné des terres sur le territoire de Theys à Rodolphe Aynard, en remerciement de son aide décisive pour la défense du diocèse. En 1246 les Aynard (Monteynard) concluent un échange avec André Dauphin de Bourgogne, comte d’Albon et du Viennois, qui désirait renforcer sa position face à la puissante Maison de Savoie.
En 1282 Theys devient un fief du comte de Genève Amédée II, lorsque le dauphin de Viennois, Jean 1er lui cède les châtellenies de Theys, La Pierre et Domène en contrepartie de son alliance dans le conflit qui l'oppose aux comtes de Savoie, formant une enclave genevoise entre Viennois et Savoie. Le conflit incessant ne cessera qu'en 1349, à l’intégration du Dauphiné au domaine royal français, par le traité de Romans signé entre Humbert II de Viennois et Philippe VI de Valois. Au début de la guerre de Cent Ans, en 1355, le roi de France Jean II le Bon signe un traité de paix avec la Savoie, mais les circonstances l'empêchent de récupérer rapidement les châtellenies genevoises de Theys, La Pierre et Domène.
Ce n’est qu’en 1408, après 50 ans d’âpres négociations, que Charles VI y parviendra, faisant entrer Theys définitivement dans le Dauphiné.
Au Moyen Âge, le bourg était protégé par des remparts, aujourd'hui disparus.
L'histoire économique de Theys a été longtemps liée à l'exploitation d'un minerai de fer de très bonne qualité. Cette exploitation sera faite tout d'abord au profit de l'ordre des Chartreux. Après le départ des religieux, d'autres sidérurgistes utiliseront le minerai des montagnes de Theys :

« On commence par gravir la montagne des Ramiettes - de Theys à la Ferrière - où se trouvent endroits des fosses d'où on extrait du minerai de fer et des fours qui servent à griller le même minerai dont on remplit des sacs de cuir, ces sacs sont ensuite transportés à dos de mulets au haut fourneau de Brignoud appartenant à M. Gourju, maitre de forges. »

### Administration municipale

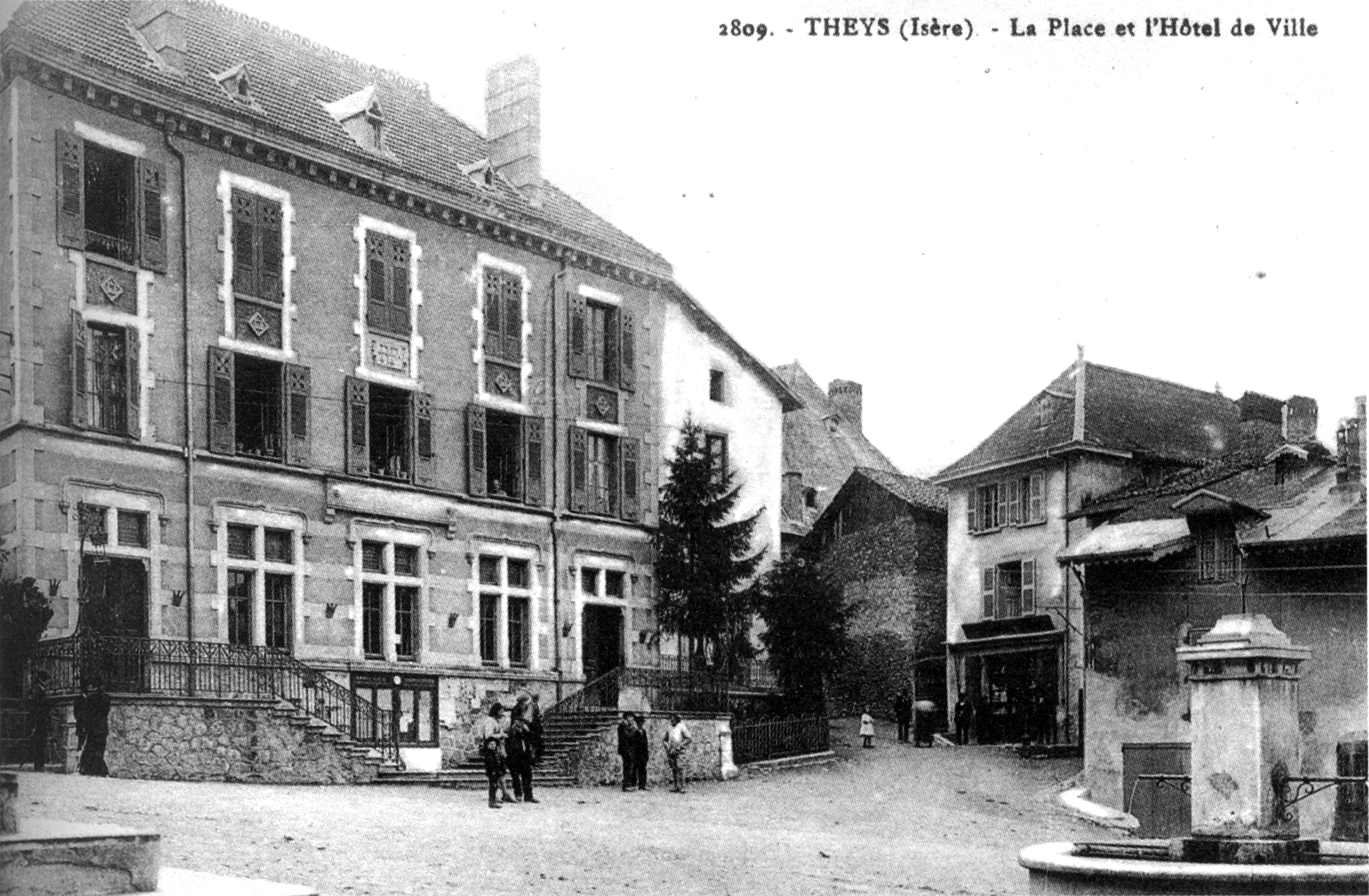
La place et l'hôtel de ville en 1910.

## Politique et administration

### Liste des maires
| Période                                  | Période  | Identité                   | Étiquette | Qualité                                              |
| ---------------------------------------- | -------- | -------------------------- | --------- | ---------------------------------------------------- |
| 1961                                     | 1971     | Ernest Jourdan             |           |                                                      |
| 1971                                     | 1983     | Georges Zougs              | PS        | Conseiller général du Canton de Goncelin (1971-1982) |
| 1983                                     | 2014     | Léon Bouchet-Bert-Peillard | UMP       |                                                      |
| 2014                                     | En cours | Régine Millet              | DVD       |                                                      |
| Les données manquantes sont à compléter. |          |                            |           |                                                      |

## Population et société

### Démographie
L'évolution du nombre d'habitants est connue à travers les recensements de la population effectués dans la commune depuis 1793. Pour les communes de moins de 10 000 habitants, une enquête de recensement portant sur toute la population est réalisée tous les cinq ans, les populations de référence des années intermédiaires étant quant à elles estimées par interpolation ou extrapolation. Pour la commune, le premier recensement exhaustif entrant dans le cadre du nouveau dispositif a été réalisé en 2005.

En 2022, la commune comptait 2 014 habitants, en évolution de +2,86 % par rapport à 2016 (Isère : +3,07 %, France hors Mayotte : +2,11 %).
| 1793  | 1800  | 1806  | 1821  | 1831  | 1836  | 1841  | 1846  | 1851  |
| ----- | ----- | ----- | ----- | ----- | ----- | ----- | ----- | ----- |
| 1 763 | 1 928 | 1 969 | 2 230 | 2 301 | 2 285 | 2 395 | 2 518 | 2 445 |

| 1856  | 1861  | 1866  | 1872  | 1876  | 1881  | 1886  | 1891  | 1896  |
| ----- | ----- | ----- | ----- | ----- | ----- | ----- | ----- | ----- |
| 2 276 | 2 316 | 2 376 | 2 294 | 2 252 | 2 110 | 2 096 | 1 916 | 1 933 |

| 1901  | 1906  | 1911  | 1921  | 1926  | 1931  | 1936  | 1946  | 1954  |
| ----- | ----- | ----- | ----- | ----- | ----- | ----- | ----- | ----- |
| 1 800 | 1 623 | 1 604 | 1 362 | 1 385 | 1 340 | 1 302 | 1 257 | 1 204 |

| 1962  | 1968  | 1975  | 1982  | 1990  | 1999  | 2005  | 2006  | 2010  |
| ----- | ----- | ----- | ----- | ----- | ----- | ----- | ----- | ----- |
| 1 227 | 1 257 | 1 114 | 1 200 | 1 321 | 1 572 | 1 811 | 1 855 | 1 992 |

| 2015  | 2020  | 2022  | - | - | - | - | - | - |
| ----- | ----- | ----- | - | - | - | - | - | - |
| 1 943 | 2 011 | 2 014 | - | - | - | - | - | - |

### Enseignement
La commune est rattachée à l'académie de Grenoble.

### Équipements sportifs
- Partie du domaine skiable des Sept Laux, la station de Pipay, à 1550 m d'altitude.

### Médias
Historiquement, le quotidien à grand tirage Le Dauphiné libéré consacre, chaque jour, y compris le dimanche, dans son édition du Grésivaudan, un ou plusieurs articles à l'actualité de la communauté de communes, ainsi que des informations sur les éventuelles manifestations locales, les travaux routiers, et autres événements divers à caractère local.
La commune est située sur l'aire de diffusion de radio Ici Isère, une radio publique qui émet sur tout le territoire du département de l'Isère.

## Économie
La commune dispose de la station du Barioz, une petite station de sports d'hiver au-dessus du col du même nom.

## Culture locale et patrimoine

### Lieux et monuments

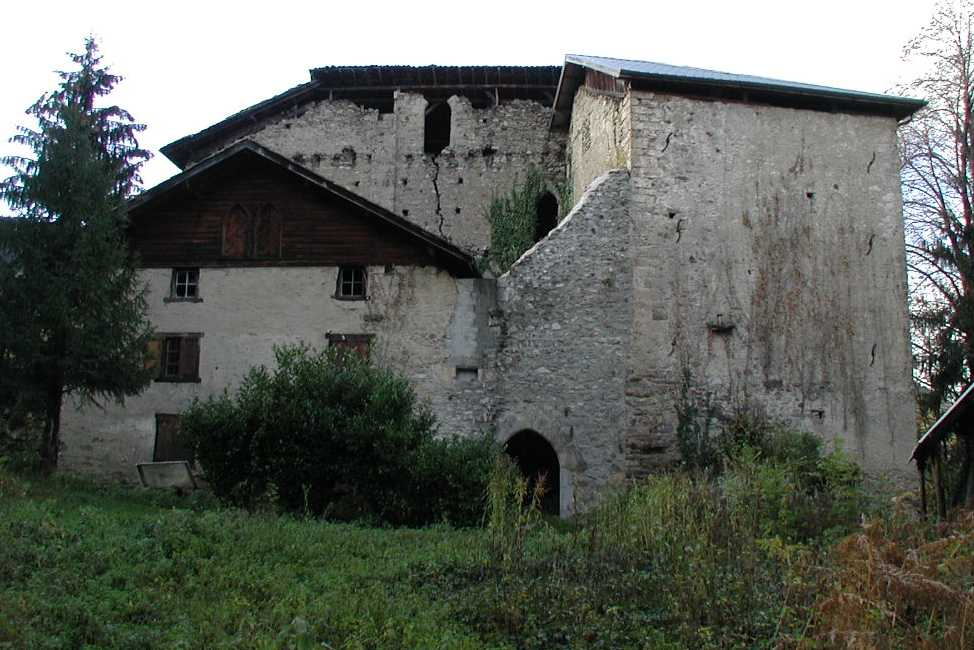
Extérieur du Châtel de Theys.

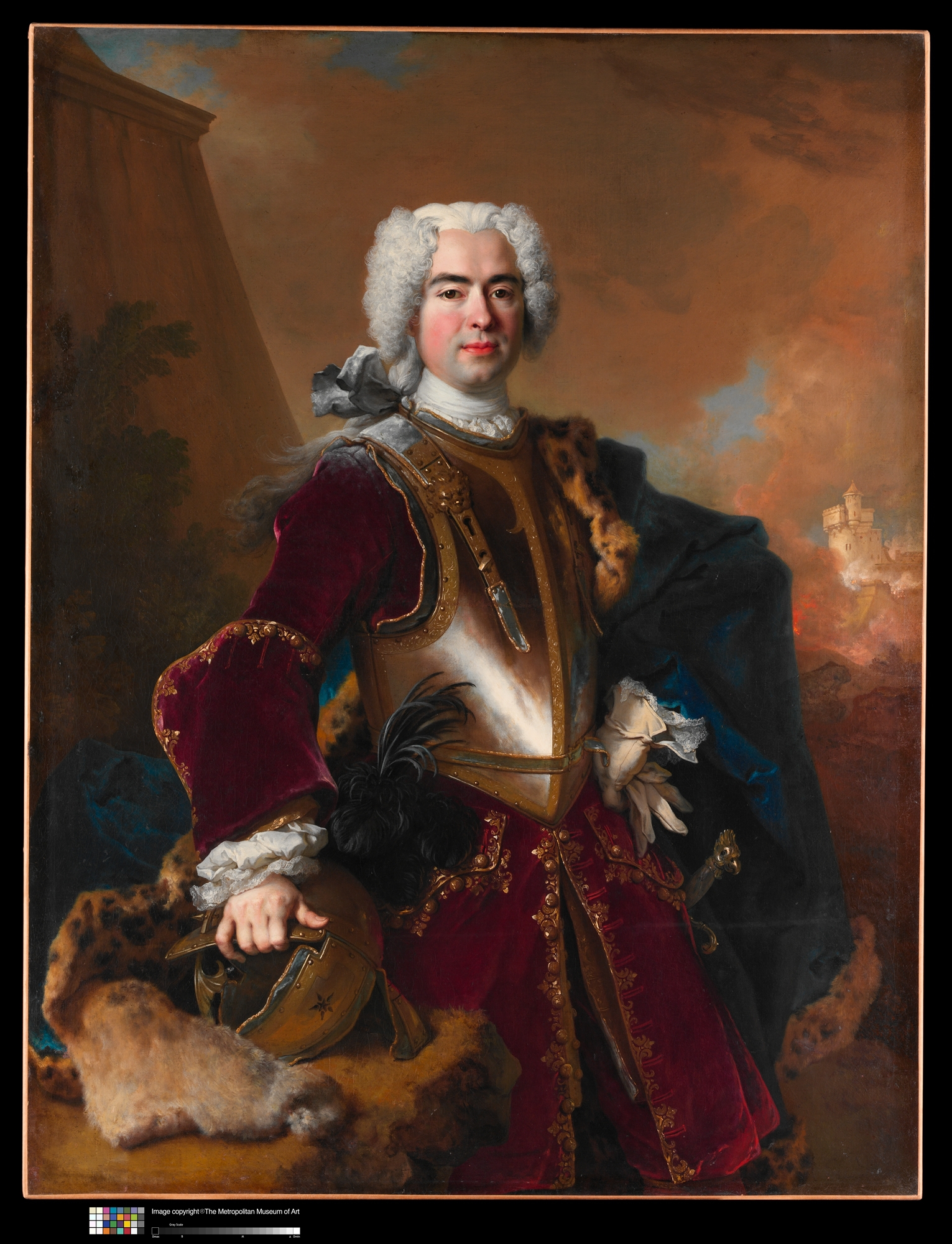
André François Alloys
de Theys d'Herculais (1692–1779)
1727 par Largillierre
Metropolitan Museum of Art, New York

- Château de Theys : édifié sur le site d'une motte castrale du XIe siècle[20], il est érigé par les comtes de Genève entre 1280 et 1330 sur un éperon rocheux naturellement protégé par deux ruisseaux. Il est classé au titre des monuments historiques par arrêté du 27 septembre 1993[27]. Au premier étage du bâtiment le plus ancien, une vaste aula est ornée de peintures murales du XIIIe siècle retraçant dans des médaillons l'histoire de Perceval[28].
- Ruines du château des Herculais, ou Tour du Malbuisson (donjon), du XIIe ou XIIIe siècle, à l'ouest[20].
- L'ancienne orangerie du château d'Herculais[20].
- Le manoir du Clos de Gentons, ou château Payerne, du XVIe siècle[20].
- Le manoir du Collombier, du XVIe siècle[20].
- Le manoir de la Tournelle, du XVIe siècle[20].
- La maison forte de la tour de Lusson, du XIIe ou XIIIe siècle[20].
- La maison forte de la tour des Ayes[20].
- Le château Jail, du XVe siècle, qui hébergeait la poste de Theys jusqu'en 2022[20].
- Plusieurs anciennes maisons présentent des éléments d'architecture médiévale[20].
- Vestiges de la Tour du Chastelard, du XVIe siècle[20].
- L'église Notre Dame de l'Assomption, du XIXe siècle, qui présente un clocher plus ancien[20].

### Patrimoine naturel
- Le bassin, utile aux villageois lors des coupures d'eau.

La commune comprend trois ZNIEFF de type I :
- Marais et pelouse du coteau de l’Adret[29]
- Tourbières des Sept-Laux et du Crêt Luisard[30]
- Pelouses de Malatret[31]

### Personnalités liées à la commune
- Luis Paret y Alcázar, grand peintre espagnol du XVIIIe siècle, descend d'une famille originaire de Theys. Son père, Paul Paret y est né en 1724[32].
- Pierre Pouchot, d'une vieille famille de Theys, est un officier français célèbre pour avoir été le dernier défenseur de Fort Niagara (1759) au Canada. Il est l'auteur de Mémoires sur la guerre d'Amérique septentrionale.
- Docteur Prosper Antoine Payerne (1806-1886). Pionnier de l’aventure sous-marine.

### Héraldique
| Blason de Theys | Blason  | De gueules à deux fasces engrelées d'argent.     |

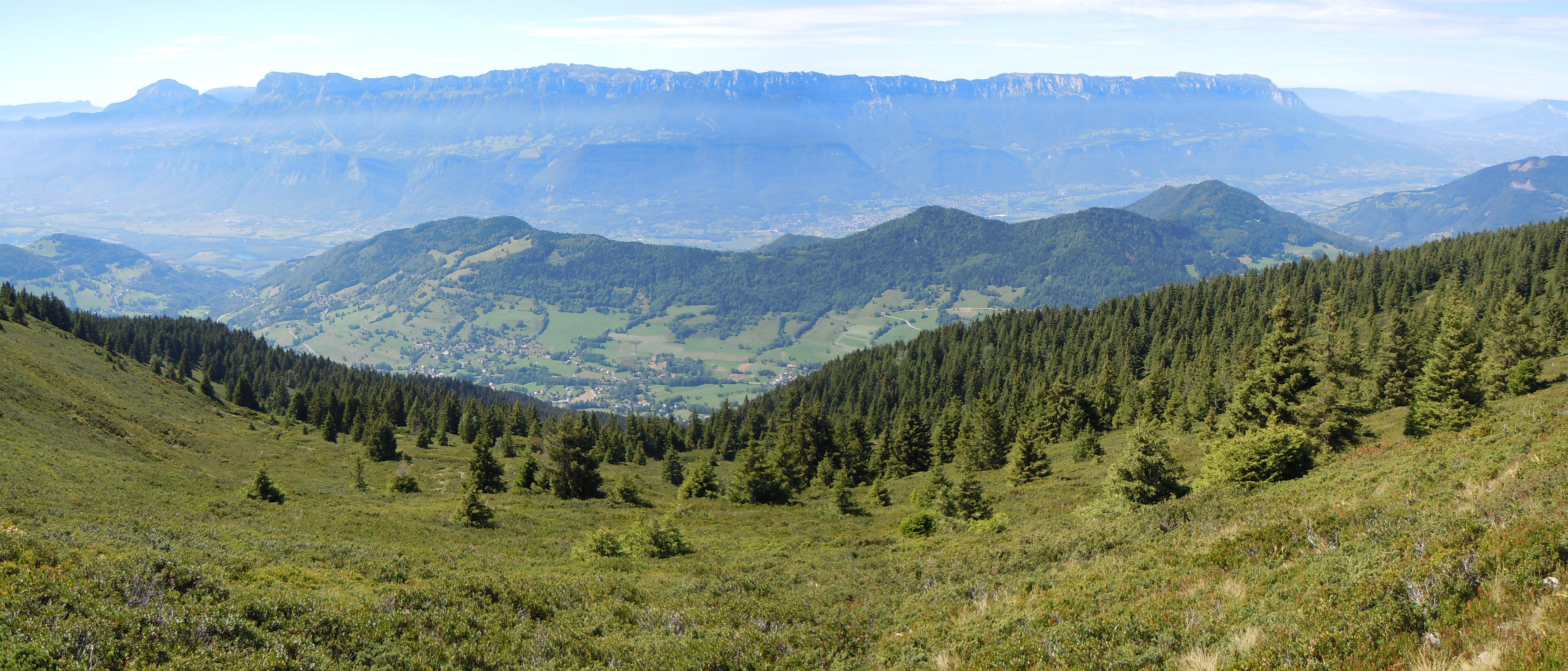
Balcon de Belledonne: Theys, Coteau de l'Adret et Massif de la Chartreuse depuis le Crêt Luisard et le Grand Rocher.

| Blason de Theys | Détails | Le statut officiel du blason reste à déterminer. |